# プロジェクト・イーグル
『プロジェクト・イーグル』（原題：飛鷹計劃、英題：The Armour Of God II : Operation Condor）は、1991年に公開されたジャッキー・チェン主演のアクション映画。ゴールデン・ハーベストと子会社のゴールデン・ウェイ・フィルムズ共同製作。

## 概要
本作は、1986年に公開された『サンダーアーム/龍兄虎弟』の続編である。ただし、ストーリー的な繋がりはほぼない。
ナチスの金塊をめぐり、派手なアクションが灼熱の砂漠で展開されるストーリーは、ジャッキーがファンである「インディー・ジョーンズ」のような仕上がりとなっており、「ジャッキー版インディー・ジョーンズ」だという評価も多い。
『奇蹟/ミラクル』完成後、1年以上の歳月をかけてモロッコロケを敢行したが、製作費・製作日数の割に、興行成績はこの年1位のチャウ・シンチー『ファイト・バック・トゥ・スクール』に及ばず、この後しばらくジャッキーは俳優業に専念した。

## ストーリー
冒険家「アジアの鷹」ジャッキー（ジャッキー・チェン）のもとへ新たな仕事の依頼が届いた。それはサハラ砂漠に隠されたヒトラーの金塊を探し出すというものであった。
ジャッキーは早速、手掛かりを求めて当時ナチスの副官であった男の屋敷へ忍び込むが、無人と思われた家には副官の孫娘にあたるエルサ（エヴァ・コーボ）が住んでいた。そこで唯一の手掛かりである鍵を手に入れたジャッキーは今回の任務のパートナーとして選ばれた歴史家のエイダ（ドゥドゥ・チェン）と祖父の失踪の謎を解きたいと願うエルサを連れて金塊の眠る砂漠に向かって旅立っていく。

## キャスト
| 役名                   | 俳優                       | 日本語吹替 | 日本語吹替   | 日本語吹替   |
| 役名                   | 俳優                       | ソフト版   | フジテレビ版 | テレビ朝日版 |
| ---------------------- | -------------------------- | ---------- | ------------ | ------------ |
| アジアの鷹：ジャッキー | ジャッキー・チェン         | 石丸博也   | 石丸博也     | 石丸博也     |
| エイダ                 | ドゥドゥ・チェン           | 高島雅羅   | 佐々木るん   | さとうあい   |
| エルサ（エルザ）       | エバ・コーボ               | 松本梨香   | 水谷優子     | 岡本麻弥     |
| 桃子                   | 池田昌子                   | 池田昌子   | 池田昌子     | 伊藤美紀     |
| アドルフ               | アルド・サンブレル         | 小林清志   | 石田太郎     | 大塚周夫     |
| フランク               | マーク・エドワード・キング | 幹本雄之   | 千田光男     | 江原正士     |
| 伯爵                   | ボジダル・スミリャニッチ   | 筈見純     | 大木民夫     | 小林修       |

- ソフト版：VHS、BD、日本語吹替収録版DVD、日本公開版BD収録
  - 演出：蕨南勝之、翻訳：和島陽子、調整：兼子芳博、担当：吉富孝明、制作：ニュージャパンフィルム
- フジテレビ版：初回放送1993年9月25日『ゴールデン洋画劇場』
- テレビ朝日版：初回放送1995年5月7日『日曜洋画劇場』

## スタッフ
- 監督・脚本・アクション監督：ジャッキー・チェン
- 製作総指揮：レイモンド・チョウ、レナード・ホー
- 製作：ウィリー・チェン
- 脚本：エドワード・タン
- 音楽：マイケル・ライ
- 撮影：アーサー・ウォン
- 武術指導クルー：ジャッキー・チェン・スタント・チーム
- 製作会社：嘉禾電影有限公司、威禾電影製作有限公司

## DVD
DVDには特典映像として、本作を含む「鷹シリーズ」「ポリス・ストーリーシリーズ」「プロジェクトAシリーズ」『シティーハンター』『スパルタンX』『サイクロンZ』『ヤングマスター 師弟出馬』などからアクションシーンを編集し、BGMに本作のテーマ曲を使用した「ジャッキー・チェンアクションスペシャル」が収録されている。